# Джонсон, Грег
Грегори Норман (Грег) Джонсон (англ. Gregory Norman 'Greg' Johnson; 16 марта 1972, Тандер-Бей, Онтарио — 8 июля 2019, Рочестер, Мичиган, США) — канадский профессиональный хоккеист (центральный нападающий). Серебряный призёр Олимпийских игр 1994 года, чемпион мира среди молодёжи (1991), капитан клуба НХЛ «Нэшвилл Предаторз» в 2003—2006 годах.

## Биография
Грег Джонсон, уроженец Тандер-Бея, начал хоккейную карьеру в местных командах. Пиком его юношеской карьеры стал сезон 1988/89 в составе «Тандер-Бей Флайерз»: за 47 матчей регулярного сезона Грег принёс команде 96 очков по системе «гол плюс пас», выиграл с ней чемпионат Хоккейной лиги США, а затем и Кубок Сентенайл — главный приз в канадском юниорском хоккее класса А. По итогам года Джонсон был признан лучшим игроком Хоккейной лиги США.
В 1989 году Джонсон был выбран во втором раунде драфта НХЛ клубом «Филадельфия Флайерз», но не перешёл сразу в НХЛ, а поступил в Университет Северной Дакоты, где учился четыре года. Всё это время он играл за хоккейную команду своего университета «Норт-Дакота Файтинг Хокс» и трижды становился финалистом в борьбе за Хоби Бейкер Эворд — приз лучшему хоккеисту NCAA. В общей сложности за 155 игр с командой университета Джонсон забросил 74 шайбы и сделал 198 результативных передач (не побитый вплоть до его смерти рекорд). В 2013 году его имя было включено в списки Зала славы Университета Северной Дакоты. В 1991 году на чемпионате мира среди молодёжных команд Джонсон со сборной Канады стал чемпионом, в семи матчах забросив две шайбы и сделав четыре результативных передачи. С 1992 года он был включён в состав основной национальной сборной Канады, с которой за сезон провёл 23 матча и участвовал в чемпионате мира 1993 года, а затем завоевал серебряные медали на Олимпиаде 1994 года в Лиллехаммере.
В июне 1993 года заканчивавший учёбу Джонсон был обменян «Филадельфией» в «Детройт Ред Уингз» на тафгая Джима Камминса. В составе «Детройта» Джонсон провёл свой дебютный матч в НХЛ и продолжал выступать за этот клуб до 1997 года, в общей сложности сыграв в рядах «Ред Уингз» 187 матчей, забросив 33 шайбы и сделав 48 результативных передач.
В январе 1997 года права на Джонсона перешли от «Детройта» к «Питтсбургу», отдавшему за него Томаса Сандстрёма; в конце того же сезона «Ред Уингз», уже без него, завоевали Кубок Стэнли. В начале следующего сезона Джонсон был обменян на защитника Туомаса Грёнмана в «Чикаго Блэкхокс», с которыми закончил год, а затем в драфте расширения 1998 года был выбран присоединившимся к НХЛ клубом «Нэшвилл Предаторз».
Первый сезон в Нэшвилле стал наиболее успешным в карьере Джонсона в НХЛ — он набрал за год 50 очков по системе «гол плюс пас» (16 голов и 34 результативных передачи). В «Нэшвилле» Джонсон некоторое время выполнял роль запасного капитана, а в 2002 году сменил Тома Фицджеральда в качестве основного капитана клуба, став вторым игроком «Предаторз» на этом посту. Он оставался капитаном «Нэшвилла» до 2006 года. Товарищи по команде вспоминали, что его отличал более спокойный стиль лидерства, чем у Фицджеральда, умение находить общий язык с другими игроками и большое трудолюбие.
В 2006 году Джонсон подписал однолетний контракт с «Детройтом», но в ходе подготовки к новому сезону у него были обнаружены проблемы с сердцем, как выяснилось, связанные с наследственным сердечным заболеванием. В результате он был вынужден завершить игровую карьеру в возрасте 35 лет, сыграв в НХЛ 785 матчей в 12 регулярных сезонах, забив 145 голов и сделав 224 результативные передачи. Вернувшись в Детройт, он работал в сфере финансов. В июле 2019 года было сообщено, что он был найден мёртвым у себя дома в пригороде Детройта Рочестере; через неделю полиция сообщила, что бывший хоккеист застрелился из пистолета, который приобрёл втайне от семьи за два года до этого. Джонсон оставил после себя жену Кристин и дочерей Карсон и Пайпер.

## Игровая статистика
| Легенда | Легенда                    | Легенда | Легенда                   | Легенда | Легенда    |
| ------- | -------------------------- | ------- | ------------------------- | ------- | ---------- |
| И       | Количество проведённых игр | Штр     | Штрафное время            | +/−     | Плюс-минус |
| Г       | Голы                       | П       | Голевые передачи          | О       | Очки       |
| -       | Статистика неизвестна      | —       | Статистика не учитывалась |         |            |